# なごや特割2
なごや特割2（－とくわり－）は、名古屋鉄道（名鉄）が発売している乗車券（回数乗車券の一種）である。豊橋駅 - 金山駅・名鉄名古屋駅間に設定されている。

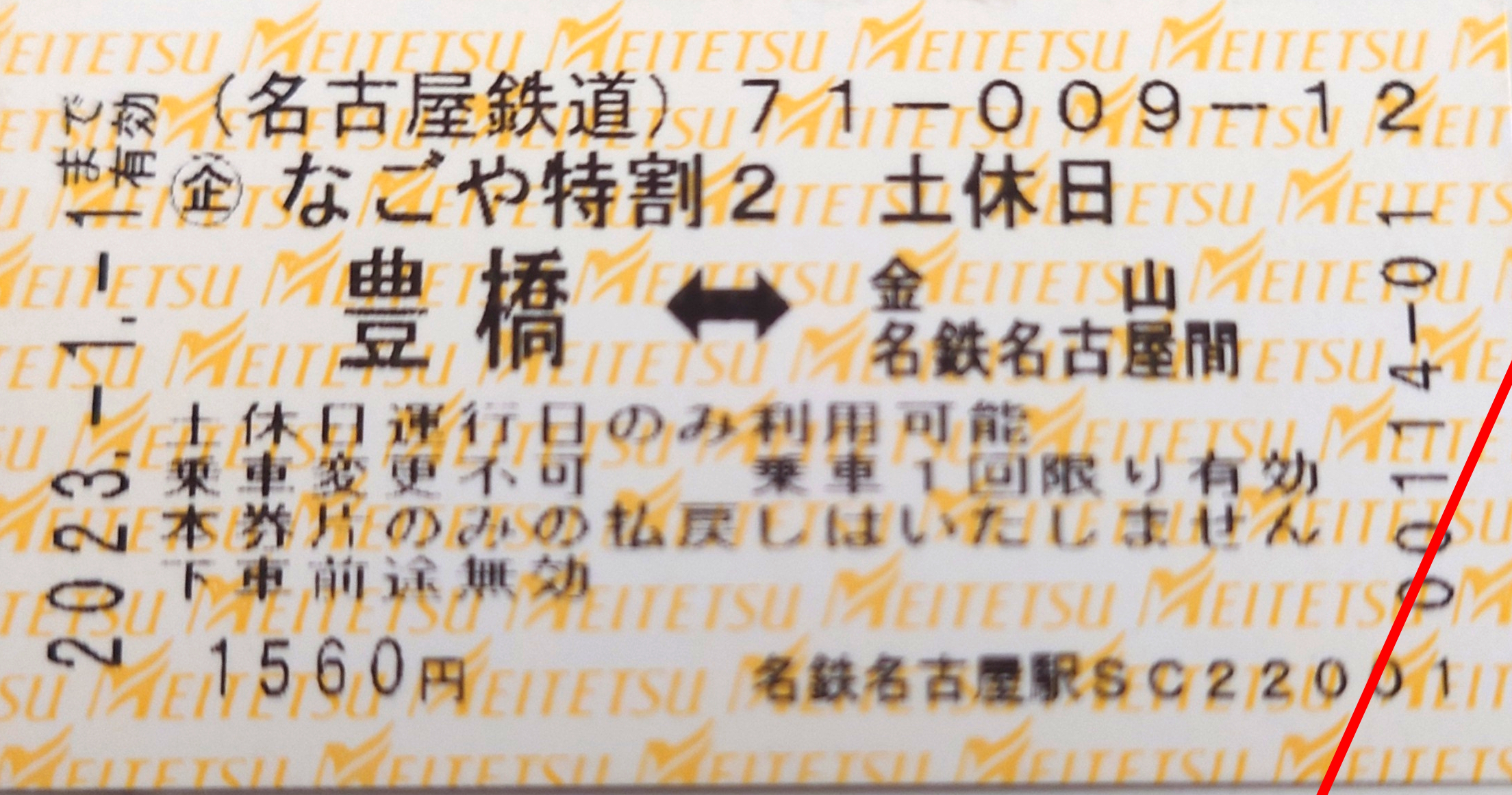
なごや特割2

## 概要
豊橋駅 - 金山駅・名鉄名古屋駅の片道乗車券を2枚セットにしたもの。使用可能な日によってなごや特割2平日（1,780円）・なごや特割2土休日（1,560円）の2種類が設定されている。なごや特割2平日は平日・土休日いずれも使用可能であるのに対し、なごや特割2土休日は土休日ダイヤの日のみしか使えない。使用日の制限以外の効力に差はない。
同区間には別になごや特割30の設定もあるが、1枚当たりの金額は「なごや特割2平日」と同じである。

## 切符の効力
回数券タイプなので、2枚をそれぞれ別の日に使ったり、2人が同時に使用することが可能。
ミューチケットを別途購入することで特別車にも乗車可能。
有効期間は、購入日の翌月1日まで。土休日用は翌月1日が平日の場合は直前の休日まで。
下車前途無効。途中の駅で他方面（神宮前駅から常滑線、国府駅から豊川線など）へ乗り換えた場合は乗換駅で乗車放棄したことになり引き続き残りの区間に乗車できなくなる。
券面区間以外を利用する場合、別途運賃が必要となる。例えばこの切符を使って常滑線方面（中部国際空港・河和・内海方面）へ行く場合は神宮前駅からの運賃、名鉄名古屋駅以遠（一宮・岐阜・津島・犬山方面）へ行く場合は名鉄名古屋駅からの運賃、豊川線方面へ行く場合は国府駅からの運賃が別に必要である。JR東海が発売している名古屋往復きっぷやカルテットきっぷなどとは異なり、乗車駅から下車駅までの正規運賃を支払う必要はなく、未使用扱いにもならない。

## 購入箇所
- 名鉄名古屋駅・金山駅・豊橋駅の各有人窓口・タッチパネル式自動券売機（改札外に限る）
  - チャージ残額でも購入可能。
- 名鉄名古屋駅サービスセンター